# Ellen Christoffersen
 Ellen Schärfe Christoffersen (født Kristensen 17. marts 1972 i Ikerasak ved Uummannaq) er en tidligere grønlandsk politiker fra Atassut. Hun var medlem af Folketinget fra 1998 til 2001. Hun hed Kristensen da hun var medlem af Folketinget, og havde skiftet navn til Christoffersen i 2005.
Christoffersen blev født som Ellen Kristensen i bygden Ikerasak i 1972. Hun er datter af Birgithe Kristensen og lærer Knud Erik Schärfe. Hun tog folkeskolens afgangseksamen 11. klasse i 1988 og gennemførte kontor- og handelsuddannelsen (HK/Sti) på STI-skolen i Aasiaat i 1993 og gik på Handelsskolen i Grønland i 1996. Da hun blev valgt til Folketinget i 1998 var hun overassistent i Nuussuaq.
Christoffersen har været landsformand for Atassut Ungdom. Ved kommunalvalget i 1997 blev hun valgt til kommunalbestyrelsen i Nuuk Kommune med 252 stemmer. Hun fik orlov fra kommunalbestyrelsen da hun blev valgt til Folketinget i 1998 og trådte helt ud i juni 1999.
Hun stillede op til folketingsvalget 1998 for Atassut og blev valgt med 3.941 personlige stemmer. Otto Steenholdt havde ellers siden 1977 været Atassuts repræsentant i Folketinget, men han blev med 3.658 personlige stemmer slået af Christoffersen. Sejren over Steenholdt førte til samarbejdsproblemer med ledelsen i Atassut som kulminerede i 2000 hvor Kristensen indstillede arbejdet i Folketinget og offentligt truede med at melde sig ud af Atassut. Hun var teknisk set løsgænger i Folketinget, men var tilsluttet Venstres folketingsgruppe.
Ved folketingsvalget 2001 opnåede Christoffersen 4.084 personlige stemmer, men Atassuts samlede stemmetal var faldet fra 8.404 i 1998 til 5.138 i 2001, og Atassut mistede sit mandat, og Christoffersen måtte forlade Folketinget. Hun stillede også til folketingsvalgene i 2005og 2007, men Atassut blev heller ikke repræsenteret ved disse valg.
Christoffersen blev valgt til Landstinget ved landstingsvalget i 2002 med 699 stemmer og genvalgt ved valget i 2005 med 905 stemmer. Hun udtrådte af Landstinget i 7. januar 2008 for at arbejde som informationskoordinator i Grønlands Turist- og Erhvervsråd (GTE) og have mere tid til sin familie. På det tidspunkt havde hun tre børn som 16 år, 4 år og 8 måneder. Kristian Jeremiassen blev nyt medlem af Landstinget i stedet for Christoffersen.
Ellen Christoffersen flyttede til Danmark i 2011 og startede i 2014 på Professionshøjskolen University College Nordjylland hvor hun læste administrationsbachelor med speciale i HR. Hun blev per 1. februar 2018 ansat som personalechef i Sermersooq Kommune og flyttede tilbage til Grønland.